# Vetenskapsåret 1926

## Händelser

### Teknik
- 16 mars - Robert Goddard sänder upp den första vätskeraketen, vid Auburn, Massachusetts.

## Pristagare
- Copleymedaljen: Frederick Hopkins.
- Darwinmedaljen: Dukinfield Henry Scott
- Davymedaljen: James Walker
- De Morgan-medaljen: Augustus Edward Hough Love.
- Nobelpriset: [1]
  - Fysik: Jean Baptiste Perrin, fransk fysiker.
  - Kemi: Theodor Svedberg, svensk kemist.
  - Fysiologi/Medicin: Johannes Fibiger, dansk.
- Wollastonmedaljen: Henry Fairfield Osborn [2]

## Födda
- 11 januari - Lev Demin (död 1998), kosmonaut.
- 3 april - Gus Grissom (död 1967), astronaut.
- 1 maj - Peter Lax, ungersk-amerikansk matematiker.

## Avlidna
- 5 mars - Clément Ader (född 1841), ingenjör och uppfinnare, flygpionjär.
- 21 juli - Washington Roebling (född 1837), broingenjör, mest känd för Brooklyn Bridge.
- 26 november - John Moses Browning (född 1855), uppfinnare.

### Fotnoter
1. ↑  ”Nobelpriset”. http://nobelprize.org/nobel_prizes/lists/all/index.html. Läst 10 april 2011.
2. ↑  ”Geological Society”. Arkiverad från originalet den 5 juni 2011. https://web.archive.org/web/20110605102217/http://www.geolsoc.org.uk/gsl/society/history/page750.html. Läst 14 april 2011.